# Phytomère
Pour l’article ayant un titre homophone, voir Phytomer.

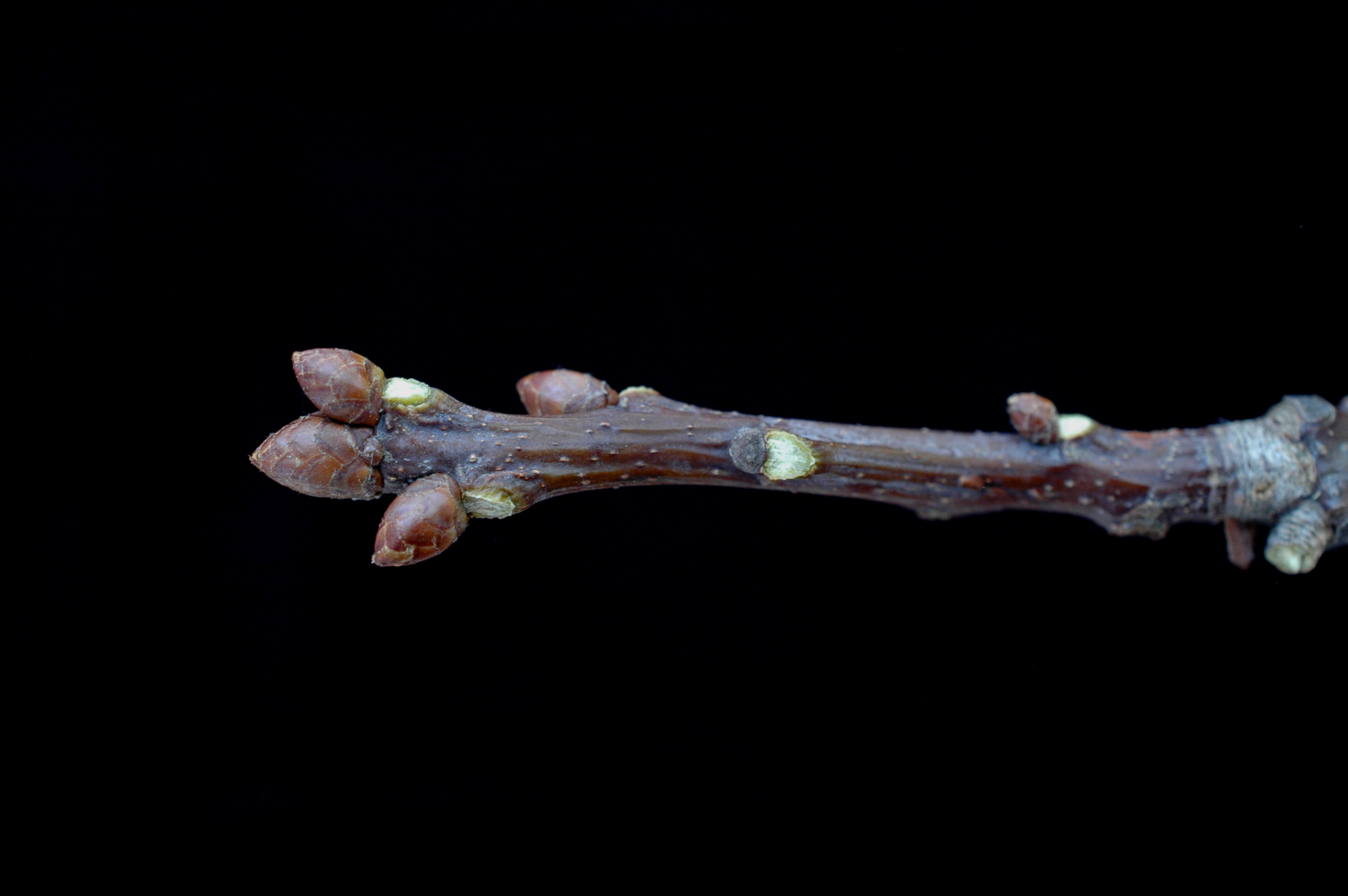
Sur cette tige de chêne, l'unité de croissance débute par la cicatrice de cataphylles en anneau (à droite) et se termine par le bourgeon terminal.

En botanique, un phytomère, appelé aussi métamère (car il  est l’équivalent du métamère en anatomie animale), est une unité fonctionnelle constitutive d'une plante. La croissance de cette dernière est déterminée par la répétition et l'empilement des phytomères.
Les phytomères sont produits continuellement pendant toute la durée végétative d'une plante.
Un phytomère est constitué typiquement d'un nœud à partir duquel se développe une feuille, d'un entrenœud, c'est-à-dire d'un segment de la tige compris entre deux nœuds successifs et d'un bourgeon axillaire situé à la base de la feuille.

## Architecture végétale
Selon le modèle architectural de Rauh, chez les plantes à croissance rythmique, la rythmicité se traduit par la mise en place d'unité de croissance. Ces unités correspondent à des pousses successives élaborées par un méristème terminal. Chaque unité donne naissance à un axe feuillé (tige ou rameau) considéré comme l'élément de base de toute architecture végétale, constitué d'une série d'entre-nœuds et de nœuds qui portent les feuilles. L'ensemble entre-nœud, nœud, bourgeon axillaire et feuille est l'élément de construction de base appelé phytomère. L'observation des phytomères, et notamment la séquence des nœuds, permet de faire des liens entre la topologie et le rythme de croissance de la plante.